# 木川泰宏
木川泰宏(きがわ やすひろ)は日本のスタントマン、アクションスタントコーディネーター、医師、演出家。2010年にアクションスタントチーム「LYNX」を立ち上げている。芸能事務所でもある株式会社L4の立ち上げも行っている。また、現役の整形外科医であり、８つの医療系施設と看護専門学校１校を運営している。

## 略歴
身長170cmO型。映画「グレートスタントマン」に深い感銘を受けスタントアクションを学び始める。

その傍、医師免許を取得し、現在では医療指導もできる殺陣師として重宝されている。実際に撮影現場で負傷した俳優をその場で治療したこともある。

様々な格闘技に関して深い知識を持ち、それを元にした独自の本格的なアクションを得意としている。また、アクション・格闘技を通し、地元の不良少年に礼儀を教え社会経験をさせることで、少年達の社会復帰活動を支援している。

2013年から2019年にかけ、ご当地ヒーローの特撮ドラマ「武蔵忍法伝 忍者烈風」の企画・原案・製作総指揮・監督・脚本等も手掛けている。

また「忍者烈風」と並行し、「妖ばなし」「Jヒーローズ 」「鎧勇騎 月兎」といった様々なテレビドラマのプロデュース・製作総指揮・監督・脚本等を務めている。
L4所属の俳優、池田航は演者としての弟子であり、演技、アクションなど幅広く指導を行っている。
殺陣師の二家本辰巳は大先輩であり、また飲み仲間でもある。

## 人命救助
その幅広い行動範囲ゆえ、緊急事態に遭遇することが多いため人命救助に関して多くのエピソードが知られている。
- アクションの練習中に通りかかった人が倒れたため、救急処置を行った。
- 車で走行中、前方を走る車が事故で横転し車内から乗車していた人を救出した。
- 通りかかった家の中から意識を失った老人を呼ぶ声がした。居ても立っても居られなず駆けつけると呼吸も停止していたため迅速に救命処置を施した。

## ボランティア活動
・２０１９年１０月栃木県佐野市で台風１９号による水害が発生した際に、現地にて避難所への物資支援を行なった。
・２０２４年の能登半島地震の被災地支援のため、同年１月９日から１０日にかけて、能登市と珠洲市にて避難所への物資支援、傷病手当など実際に現地にてボランティア活動に従事した。
また定期的にチャリティーイベントを開催し、被災地に対し援助を行っている。

## 資格・所属学会
整形外科専門医＜日本整形外科学会＞

麻酔科標榜医

身体障害者福祉法指定医師（肢体不自由）

日本人工関節学会会員

日本足の外科学会会員

## 出演作品

### 映画
- 「極道の妻たち」（監督：五社英雄）
- 「ビー・バップ・ハイスクール」
- 「アナザヘブン」
- 「水に棲む花」（監督：後藤憲治）

### テレビドラマ
- 「世にも奇妙な物語」
- 「パンドラII 飢餓列島」

### OVA
- 「ウルトラセブン」

### テレビ作品
- 「とんねるずのみなさんのおかげです」
- 「クイズ赤恥青恥」

その他多数出演

## コーディネート作品

### 映画
- 「DEATHKAPPA」（監督：原口智生）
- 「落語物語」（監督：林家しん平）
- 「トライアングル」
- 「ヘルタースケルター」（監督：蜷川実花）

### テレビドラマ
- 「ナツコイ」
- 「MM9-MONSTER MAGNITUDE-」
- 「武蔵忍法伝 忍者烈風」 - 企画・原案・製作総指揮・プロデューサー・監督・脚本・撮影・アクションコーディネーター・烈風/雷デザイン
- 「妖ばなし」 - 原作・エクゼクティブプロデューサー・監督・脚本・撮影・機材協力・オフライン編集
- 「Jヒーローズ」 - 企画・原作・製作総指揮・プロデューサー・総監督・監督・アクション監督・オフライン編集・脚本・撮影
- 「鎧勇騎 月兎」 - 企画・原作・製作総指揮・プロデューサー・総監督・脚本・撮影・オフライン編集
- 「トレジャーズB」 - 企画・原作・製作総指揮・プロデューサー・監督・アクション監督・脚本・撮影・オフライン編集

## 書籍
- 「アクション・バイブル」　マール社　2002年　早瀬 重希,木川 泰宏　(共著)

## 雑誌特集
- 「国際ジャーナル」 星雲社2004年9月
- 「いきいきライフ　No3」 日本ケミファ株式会社　2002年
- 「Sportsmedicine　No.43」 ブックハウス・エイチディ　2002年8月
- 「DJ週刊仕事発見　No.623」 クリエイト　2003年9月
- 「ホスピタウン」 日本医療企画　2003年10月、2004年4月
- 「よくわかる整形外科　週刊ダイヤモンド別冊」 株式会社ダイヤモンド社　2012年9月